# Michał Malein
Michał Malein (ur. w 894 w Kapadocji, zm. w 962 na Górze Kimińskiej) – święty mnich chrześcijański.
Urodził się w zamożnej rodzinie w Kapadocji. Od dzieciństwa zapoznawał się z Pismem Świętym. Uzyskał wszechstronne wykształcenie i zajmował wysoką pozycję na dworze cesarza Leona VI. Po jego śmierci w 912 postanowił jednak porzucić życie świeckie i wstąpić do klasztoru. Udał się do Bitynii, do Monasteru Kimińskiego, gdzie został uczniem duchowym starca Jana Mnicha, który po kilku latach przyjął od niego śluby zakonne. Mnich Michał kontynuował studia nad Pismem Świętym. Zasłynął również dobrocią i cierpliwością w rozmowach z ludźmi. Przypisywano mu czynienie cudów mocą swojej modlitwy.
Po wielu latach spędzonych u boku nauczyciela duchowego mnich Michał uzyskał od niego zgodę na samotne zamieszkanie w pieczarze. Ubierał się w łachmany i świadomie ograniczał ilość spożywanego pożywienia. Sam postanowił spędzać pięć dni w tygodniu w całkowitej samotności, zaś w sobotę i niedzielę dołączać do zakonników najbliższego monasteru i uczestniczyć w nabożeństwach razem z nimi. Nadal jednak spotykał się z ludźmi, którzy pragnęli uzyskiwać od niego radę i wsparcie duchowe. Dołączali do niego kolejni uczniowie, co pozwoliło mu założyć kilka nowych klasztorów na Górze Kimińskiej. Mnich Michał nie zamieszkał jednak na stałe w żadnym z nich, lecz każdorazowo opuszczał nowo powstałą wspólnotę, by na nowo podejmować życie anachorety. Jeden z jego uczniów duchowych, mnich Atanazy, założył w 963 Wielką Ławrę – pierwszy w hierarchii monasterów góry Athos. Michał Malein zmarł rok wcześniej, w 962.  